# Brooklynn Proulx
Brooklynn Marie Proulx (Cranbrook, 27 aprile 1999) è un'attrice canadese.
Nata a Cranbrook in Canada, fin da piccola Brooklynn ha sempre amato fotografare, truccarsi, cantare e ballare di fronte a eventuali ospiti, così sua madre ha cercato di inserirla nel mondo del cinema. Fu subito ricontattata da un agente dicendole che c'era posto per il ruolo di una ragazzina nel film La Storia di Michael Jackson (titolo originale Man in the Mirror) facendone così il suo primo film ma il film che la fece diventare famosa è Piranha 3D.
Ha continuato a recitare fino al 2011.

## Filmografia

### Cinema
- I segreti di Brokeback Mountain (2005)
- L'assassinio di Jesse James per mano del codardo Robert Ford (The Assassination of Jesse James by the Coward Robert Ford), regia di Andrew Dominik (2007)
- Un segreto tra di noi (Fireflies in the Garden), regia di Dennis Lee (2008)
- Lazarus Project - Un piano misterioso (The Lazarus Project), regia di John Patrick Glenn (2008)
- Un amore all'improvviso (The Time Traveler's Wife), regia di Robert Schwentke (2009)
- Appuntamento con l'amore (Valentine's Day), regia di Garry Marshall (2010)
- Shelter - Identità paranormali (Shelter), regia di Måns Mårlind e Björn Stein (2010)
- Piranha 3D, regia di Alexandre Aja (2010)

### Televisione
- La storia di Michael Jackson (2004) - Film TV
- Dear Santa (2011) - Film TV